# میشیگان
میشیگان، (به انگلیسی: Michigan) (تلفظ: /ˈmɪʃɪɡən/ ⓘ MISH-ig-ən) یک ایالت شبه‌جزیره‌ای در منطقه دریاچه‌های بزرگ در غرب میانه شمالی ایالات متحده آمریکا است. این ایالت مرزهای آبی و خاکی با مینه‌سوتا در شمال غرب، ویسکانسین در غرب، ایندیانا و ایلینوی در جنوب غرب، اوهایو در جنوب شرق، و استان انتاریو کانادا در شرق، شمال شرق و شمال دارد. با جمعیتی حدود ۱۰٫۱۴ میلیون نفر و مساحتی بالغ بر ۹۶٬۷۱۶ مایل مربع (۲۵۰٬۴۹۰ کیلومتر مربع)، میشیگان از نظر جمعیت دهمین ایالت بزرگ، از نظر مساحت یازدهمین ایالت بزرگ، و از نظر کل مساحت بزرگ‌ترین ایالت شرق رودخانه می‌سی‌سی‌پی است. پایتخت این ایالت لنسینگ است، در حالی که پرجمعیت‌ترین شهر آن دیترویت می‌باشد. منطقه کلان‌شهری دیترویت در جنوب شرق میشیگان یکی از پرجمعیت‌ترین و بزرگ‌ترین اقتصادهای کلان‌شهری در کشور است. دیگر مناطق کلان‌شهری مهم شامل گرند رپیدز، فلینت، آن آربور، کالامازو، سه‌شهر (Tri-Cities)، و ماسکیگن می‌شوند.
میشیگان از دو شبه‌جزیره تشکیل شده است: شبه‌جزیره شمالی (معمولاً به نام "U.P." شناخته می‌شود) که به شدت جنگلی است و از شمال ویسکانسین به سمت شرق امتداد دارد، و شبه‌جزیره جنوبی که پرجمعیت‌تر است و از اوهایو و ایندیانا به سمت شمال کشیده شده است. این دو شبه‌جزیره توسط تنگه‌های مکی‌ناک از هم جدا شده‌اند که دریاچه میشیگان و دریاچه هیورن را به هم متصل می‌کند و توسط پل ۵ مایلی مکی‌ناک (Mackinac Bridge) در امتداد بزرگراه بین‌ایالتی ۷۵ به هم وصل می‌شوند. میشیگان با چهار تا از پنج دریاچه بزرگ (Great Lakes) و دریاچه سنت کلیر (Lake St. Clair) هم‌مرز است و طولانی‌ترین خط ساحلی آب شیرین را در میان تمام تقسیمات سیاسی ایالات متحده دارد که حدود ۳٬۲۸۸ مایل است. این ایالت از نظر مساحت آبی پس از آلاسکا در رتبه دوم قرار دارد و از نظر درصدی با حدود ۴۲٪ در رتبه اول است. همچنین میشیگان دارای ۶۴٬۹۸۰ دریاچه و برکه داخلی است.
در قرن هفدهم، کاوشگران فرانسوی منطقه دریاچه‌های بزرگ را برای فرانسه جدید تصاحب کردند، اگرچه این منطقه هزاران سال پیش از آن توسط مردمان بومی مانند اوجیبوه (Ojibwe)، اوداوا (Odawa)، پوتاواتومی (Potawatomi)، و وایاندوت (Wyandot) سکونت داشت. مهاجران فرانسوی و متیس (Métis) قلعه‌ها و سکونت‌گاه‌هایی را تأسیس کردند. برخی معتقدند که نام این منطقه از واژه اوجیبوه "ᒥᓯᑲᒥ" (mishigami) گرفته شده است که به معنای "آب بزرگ" یا "دریاچه بزرگ" است. در حالی که برخی دیگر می‌گویند این نام از قبیله میشی‌کن (Mishiiken) جزیره مکی‌ناک (Mackinac Island) گرفته شده است که توسط تاریخ‌دان اوتاوا، اندرو بلک‌برد (Andrew Blackbird)، به نام "میشین‌مکی‌ناگو" (Michinemackinawgo) نیز شناخته می‌شد. زمین‌های اطراف این منطقه به نام "میشی‌کن-ایمکی‌ناکوم" (Mishiiken-imakinakom) شناخته می‌شدند که بعداً به "میشیلی‌مکی‌ناک" (Michilimackinac) کوتاه شد. پس از شکست فرانسه در جنگ فرانسه و هند (French and Indian War) در سال ۱۷۶۲، این منطقه تحت کنترل بریتانیا قرار گرفت و سپس پس از پیمان پاریس (۱۷۸۳) به ایالات متحده واگذار شد، اگرچه کنترل این منطقه تا معاهدات بین سال‌های ۱۷۹۵ تا ۱۸۴۲ با قبایل بومی مورد اختلاف باقی ماند. این منطقه بخشی از قلمرو بزرگ‌تر شمال غرب (Northwest Territory) بود؛ قلمرو میشیگان (Michigan Territory) در سال ۱۸۰۵ سازمان‌دهی شد. میشیگان در ۲۶ ژانویه ۱۸۳۷ به عنوان بیست‌وششمین ایالت به ایالات متحده پیوست و به عنوان یک ایالت آزاد وارد شد و به سرعت به یک مرکز صنعتی و تجاری تبدیل شد که مهاجران اروپایی، به ویژه از فنلاند، مقدونیه و هلند را به خود جذب کرد. در دهه ۱۹۳۰، مهاجرت از آپالاشیا و مهاجرت بزرگ سیاه‌پوستان جنوبی تأثیر بیشتری بر این ایالت گذاشت، به ویژه در منطقه کلان‌شهری دیترویت.
میشیگان دارای یک اقتصاد متنوع با تولید ناخالص داخلی ایالتی (GSP) بالغ بر ۷۱۱٫۴۸۱ میلیارد دلار در سه‌ماهه سوم سال ۲۰۲۴ است که آن را در رتبه ۱۴ام در میان ۵۰ ایالت قرار می‌دهد. اگرچه این ایالت یک اقتصاد متنوع توسعه داده است، در اوایل قرن بیستم به عنوان مرکز صنعت خودروسازی ایالات متحده شناخته شد که به عنوان یک نیروی اقتصادی بزرگ ملی توسعه یافت. این ایالت محل استقرار سه شرکت بزرگ خودروسازی کشور است (که همگی دفتر مرکزی‌شان در منطقه کلان‌شهری دیترویت قرار دارد). شبه‌جزیره شمالی که زمانی برای قطع درختان و معدن‌کاوی مورد بهره‌برداری قرار می‌گرفت، امروزه به دلیل وفور منابع طبیعی، اهمیت زیادی برای گردشگری دارد. شبه‌جزیره جنوبی نیز مرکز تولید، جنگلداری، کشاورزی، خدمات و صنایع پیشرفته است.

## جغرافیای طبیعی
این ایالت از دو شبه جزیره تشکیل شده که میشیگان پایین و میشیگان بالا نامیده می‌شوند. آب و هوای میشیگان سرد و زمستانی است و در خط مرزی با کشور کانادا قرار دارد. تنها پارک ملی این ایالت پارک ملی آیل رویال است، اما جنگل ملی هورون-منستی و جنگل ملی هایاواتها نیز در این ایالت قرار دارند.

## اقتصاد
در سال ۲۰۱۲، این ایالت تولید ناخالص داخلی برابر با ۴۳۷٬۲۴۷ میلیارد دلار داشت، که بیشتر از تولید ناخالص داخلی کشور اتریش (۳۹۴٬۴۵۴ میلیارد دلار) در همان سال بود.
میشیگان مقر جنرال موتورز، فورد و کرایسلر است که سال‌ها باعث پیشرانی اقتصاد آمریکا بوده‌اند. دیترویت دیزل، ویرلپول، بورگ‌وارنر، مریتور و داو کمیکال نیز در این ایالت مستقر هستند.

## دانشگاه‌های معتبر
- دانشگاه میشیگان
- دانشگاه ایالتی میشیگان
- دانشگاه ایالتی وین
- دانشگاه فناوری میشیگان
- دانشگاه میشیگان غربی
- دانشگاه میشیگان مرکزی
- دانشگاه میشیگان شرقی

## مشاهیر
از افراد مشهور این سرزمین می‌توان امینم، آرتور میلسپو، آلبرت کان، فرانسیس فورد کاپولا، هنری فورد، مدونا، استیون سیگال، لری پیج، مایکل مور، دایانا راس، و چارلز لیندبرگ (از پیشروان تاریخ صنعت هوانوردی) مگان بون بازیگر مشهور آمریکایی را نام برد.

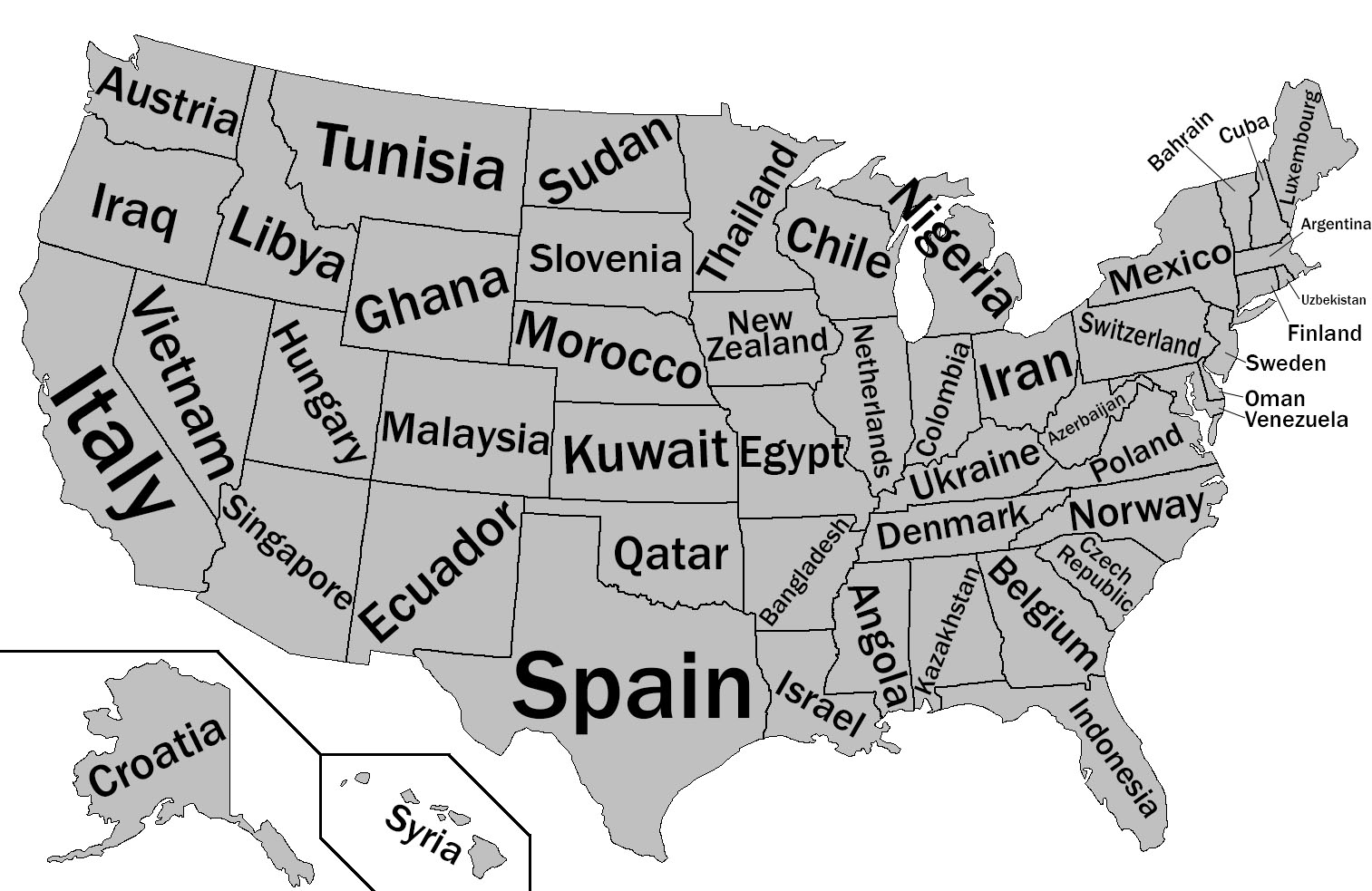
مقایسهٔ تولید ناخالص داخلی ایالت‌های آمریکا با کشورهای دیگر در سال ۲۰۱۲. ایالت میشیگان از نظر تولید ناخالصی در این نقشه با کشور نیجریه قابل مقایسه است.
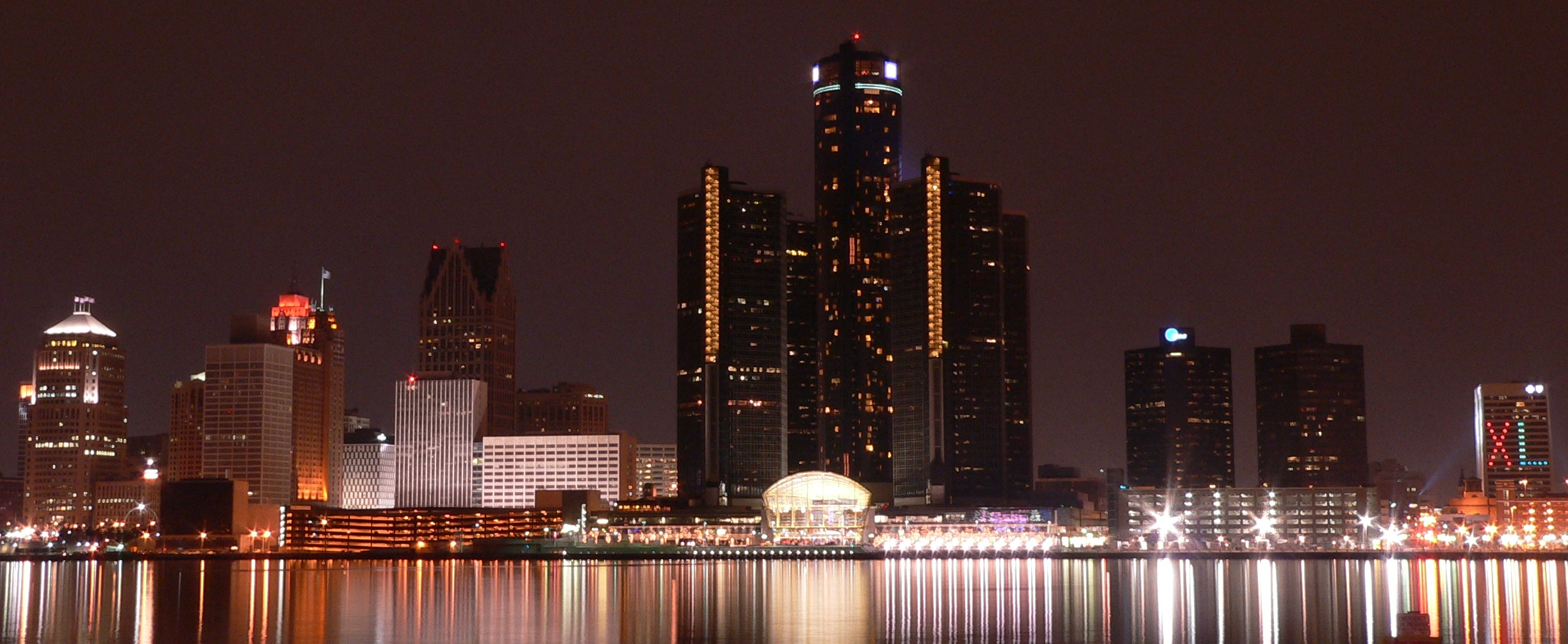
میشیگان یک ایالت تجاری-صنعتی است.